# 轟産業
轟産業（とどろきさんぎょう）は、福井県福井市毛矢に本社を置く日本の工業技術専門商社。

## 沿革
1948年（昭和23年）「轟産業商会」創業。1954年（昭和29年）設立。

## 提供番組

### 過去
- FBCニュース（FBC）水曜日
- 福井新聞ニュース（福井テレビ）